# ボーミンガウン
ボーミンガウン（ビルマ語: ဘိုးမင်းခေါင်、1885年? - 1952年）は、ミャンマーの修行者である。1950年代のポッパ山近郊で修行をしていた実在の人物であるが、もっとも著名なウェイザーのひとりとして、ボーボーアウンとともにミャンマーにおいて広く信仰を集めている。

## 来歴

### 史実
ボーミンガウンに関する史実はほとんど明らかではない。彼は1885年ごろにミャンマー北部で誕生し、晩年をチャウッパダウンで過ごしたのち、1952年に亡くなったようである。
彼は1930年代頃にはウェイザーとして知られていたようであり、エマニュエル・サルキシャンツは1928年にはすでに、「転輪聖王と考えられ、仏陀に次ぐ第二の場にいる」ボーミンガウンがミッチーナーに現れたという噂があったことを記している。トーマス・パットン（Thomas Patton）は、存命時の彼を知るものに対するインタビュー調査をまとめながら、彼には精神的問題があった可能性が高いと結論づけている。ボーミンガウンはほとんど話すことがなく、仮に話したとしても、ちんぷんかんぷんであったり、要領を得ないことが多く、その言わんとするところは弟子たちによって解釈されていた。また、彼は人前で放尿したり、参詣に来た人に罵声を浴びせたり糞便を投げつけることもあったという。こうした奇矯なふるまいにもかかわらず、彼は崇敬の対象となっており、1947年頃から没年の1952年にかけては、彼を詣でる信徒は増え続けていた。

### 伝記
ボーミンガウンの生涯については、各地で伝わる伝承をまとめた「伝記」が流通している。彼の伝記として出版される書籍は、彼の生涯というよりはもっぱら彼の奇跡に焦点をあてたものであり、彼の前世と信じられる様々な人物のものもふくめ、様々なエピソードがばらばらの時系列で語られることが多い。これは、信徒がボーミンガウンを歴史上の人物とみなしておらず、伝記はあくまでも信徒が彼との関わりを見出すための材料として用いられているからである。とはいえ、土佐桂子がまとめるところによれば、彼の伝承上の来歴は以下の通りである。
ボーミンガウンは、何らかの術を通してウェイザー、すなわち超能力を有する行者となった。コンバウン王朝が崩壊した1885年ごろ、王国とともに仏教が衰退しないように、「仏教布教ウェイザー協会」を設立した。その後、彼は各地を回り、パゴダを建立した。この際、彼はさまざまな奇跡を起こし、人びとを驚かせた。1938年、彼はポッパ山に現れた。同地の人びとは当初、彼を狂人とあざけったが、彼がある僧院に放置されていた壊れた自動車のエンジンを動かし、山々を猛スピードで駆け巡ったことを契機として、多くの人が彼を敬うようになった。彼は14年間にわたりポッパ山で修業を続け、1952年に入定した。
ここで語られる、ボーミンガウンが放棄されていた廃車を動かす逸話は、彼の起こした奇跡としてもっとも広く語られるものである。パットンは、「ボーミンガウンが脱線した列車を、牛を御すように、棒一本で線路に戻した」という、同じく広く語られる伝承も挙げながら、こうした伝説が成立した背景には、当時のミャンマーにおいて近代技術が日常に浸透しつつあったことがあり、ウェイザーの魔術は電気や電波に通じるものとして理解された可能性があると論じている。

## 信仰

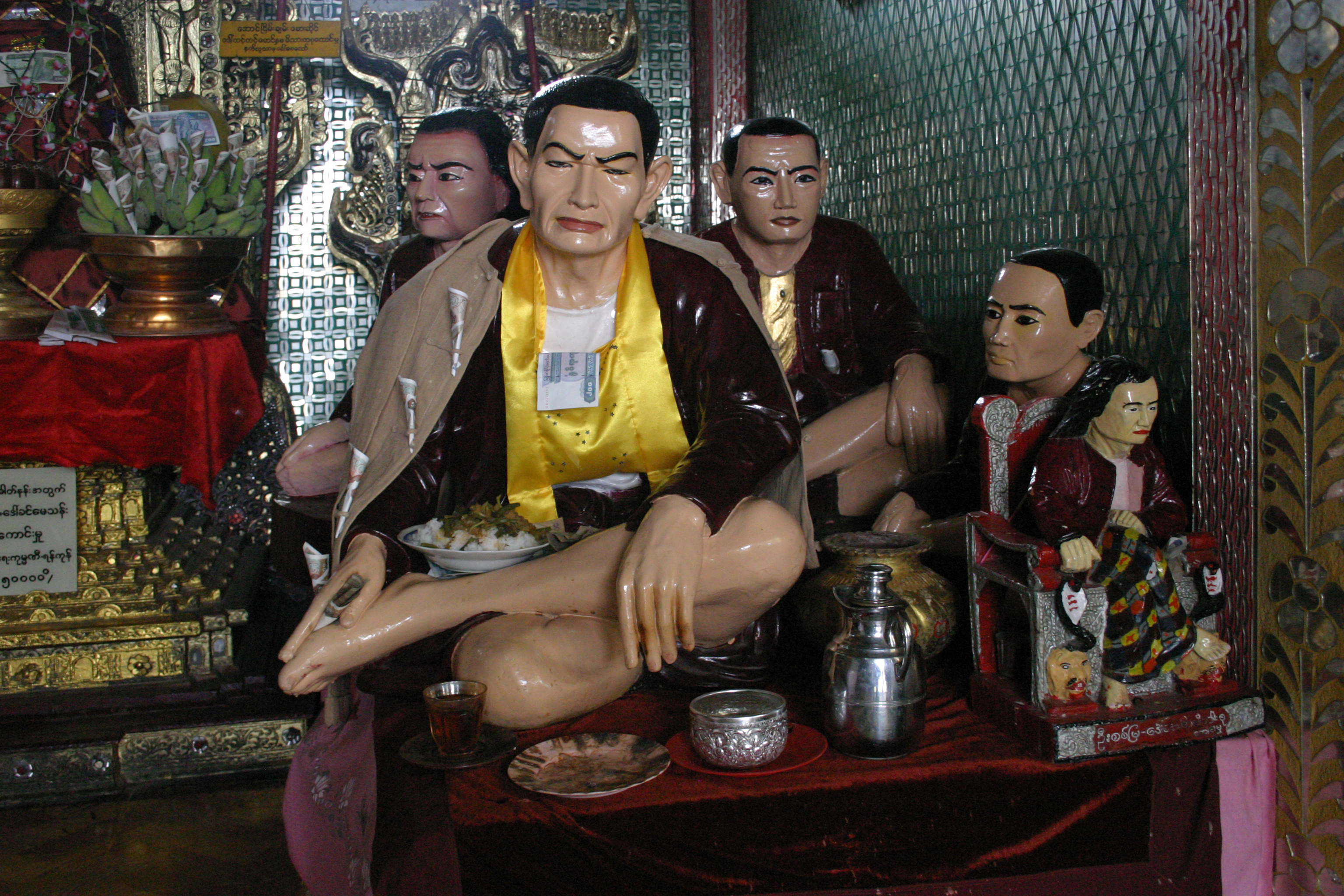
ボーミンガウン像（ポッパ山・2006年撮影）

サルキシャンツの記録にもあるよう、ボーミンガウン信仰は以前より存在したものの、彼が聖者として広く知られるようになったのは第二次世界大戦中のことである。ボーミンガウンの存命中の逸話には戦争に関わるものも多く、連合国軍が空襲をおこなっていたにもかかわらず、彼が恐れずポッパ山頂に留まっていたというものや、爆撃を予知する能力を有していたという話が残っている。戦後、彼の住む地域は反乱勢力であるビルマ共産党の支配下におかれ、ボーミンガウンがこれに抵抗した逸話も出回るようになった。1950年代より、ボーミンガウンとの関わりを主張する教団（Gaing）が複数現れた。また、一部の教団指導者は、自らがボーミンガウンの生まれ変わりであることを主張した。ニクラス・フォクセウス（Niklas Foxeus）によれば、1940年代後半以降にミャンマーが経験した動乱の時代はウェイザー教団の繁殖場（breeding ground）になったといい、パットンが信徒の話をまとめて論じるように、民衆の苦難はボーミンガウンのようなウェイザーが、ビルマ人の業の決算のために用意したものであると信じられるようになった。
政府は、こうした教団の活動を、正統な上座部仏教から逸脱するものであるとして警戒した。1962年に政権を握ったネウィンは、ウェイザー教団一般の出版活動に制限をかけ、1979年には活動そのものを厳しく規制するようになった。タンシュエ政権はネウィン政権の宗教政策におおむね追従した。こうした規制があったにもかかわらず、政府首脳もまたウェイザー信仰に無縁であったわけではなく、たとえばタンシュエはヤンゴン市内の寺院にウェイザーのひとり、ヤーチョー僧正（Yarkyaw Sayadaw）の像を寄付している。2010年代までウェイザーに関する著作の出版は制限されていたものの、2013年に報道審査委員会が廃止されるとこれらの規制は解禁され、その後の4年間でボーミンガウンに関する書籍は少なくとも20冊刊行された。
土佐による1995年の報告によれば、ミャンマーにおいては、ボーミンガウンはウェイザーを信仰する教団だけでなく、国民の広く知るところとなっており、彼やボーボーアウンの像は、シュエダゴン・パゴダやスレー・パゴダ、ボータタウン・パゴダといった、ヤンゴン市内の主要な寺院では必ず見ることができる。国内で仏教の聖地とされている大半の場所には彼の像ないし絵画が存在し、スーパーマーケットやデパートの宗教用品売場に彼の図像が並ぶこともある。彼の図像が公共の場や家庭内の祠に収めてあることもめずらしくない。情勢の変化により、ポッパ山で年に4回開かれるボーミンガウンを記念する祭典にはそれまで以上に多くの参詣者が集まるようになっている。